# Chiprana
Chiprana – gmina w Hiszpanii, w prowincji Saragossa, w Aragonii, o powierzchni 38,98 km². W 2011 roku gmina liczyła 465 mieszkańców.